# Солдаткин, Пётр Илларионович
Пётр Илларионович Солдаткин (1824—1885) — русский художник.

## Биография
Родился 12 (24) декабря 1824 года. Был вольноприходящим учеником Императорской Академии художеств (1852—1857). Уже в 1852 году получил малую и большую серебряные медали; в 1853 году — малую золотую медаль за программную картину «Фидий представляет Периклу модель статуи Минервы»; в 1856 году — большую золотую медаль. В 1857 году получил звание классного художника 3-й степени, а в 1867 году — классного художника 2-й степени.
В. Каверзнев указывал, что П. И. Солдаткин много писал на охотничьи темы:

Хромолитографированные репродукции с его картин были у нас когда-то в большом ходу. Все фигуры и положения на его картинах носили отпечаток своеобразной условности. Охотники его — по большей части баре начала и средины девятнадцатого века в вычурных заморских костюмах и шляпах, мужики — в большинстве «пейзане», и псы довольно ископаемого типа. Тем не менее вещи его представляют интерес как памятники охоты определённого класса в определённую эпоху.
Умер 15 (27) июня 1885 года «от болезни сердца, хронического катара легких и удушья». Похоронен на Смоленском кладбище.

## Галерея
Несколько его произведений находятся в Третьяковской галерее.

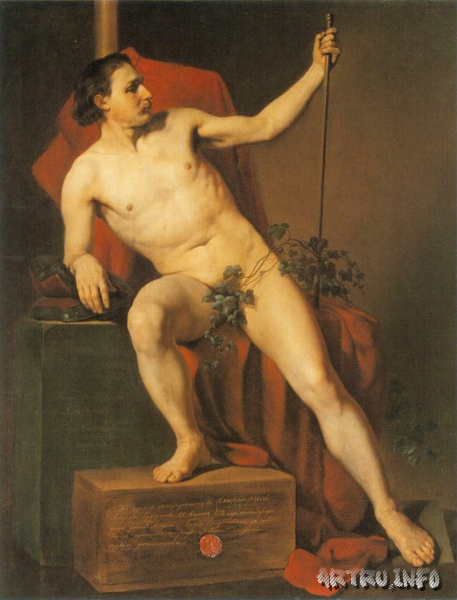
Натурщик
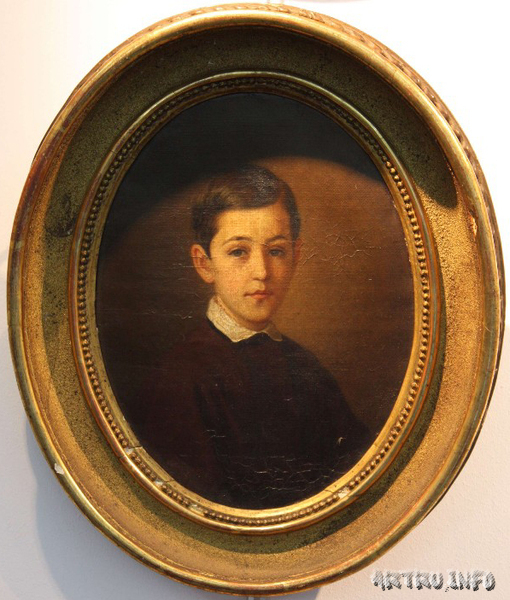
Парный детский портрет
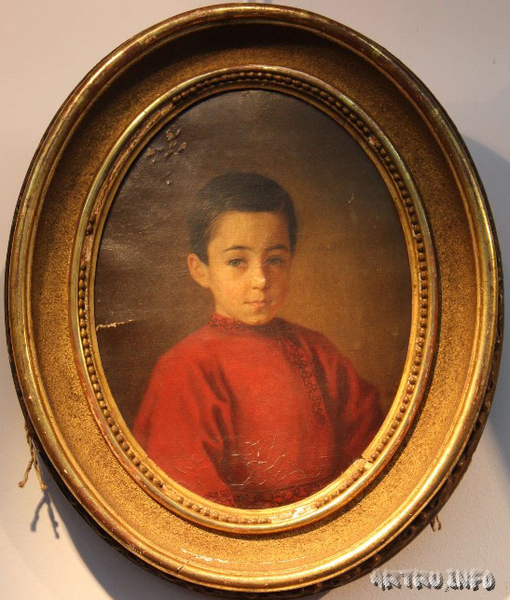
Парный детский портрет
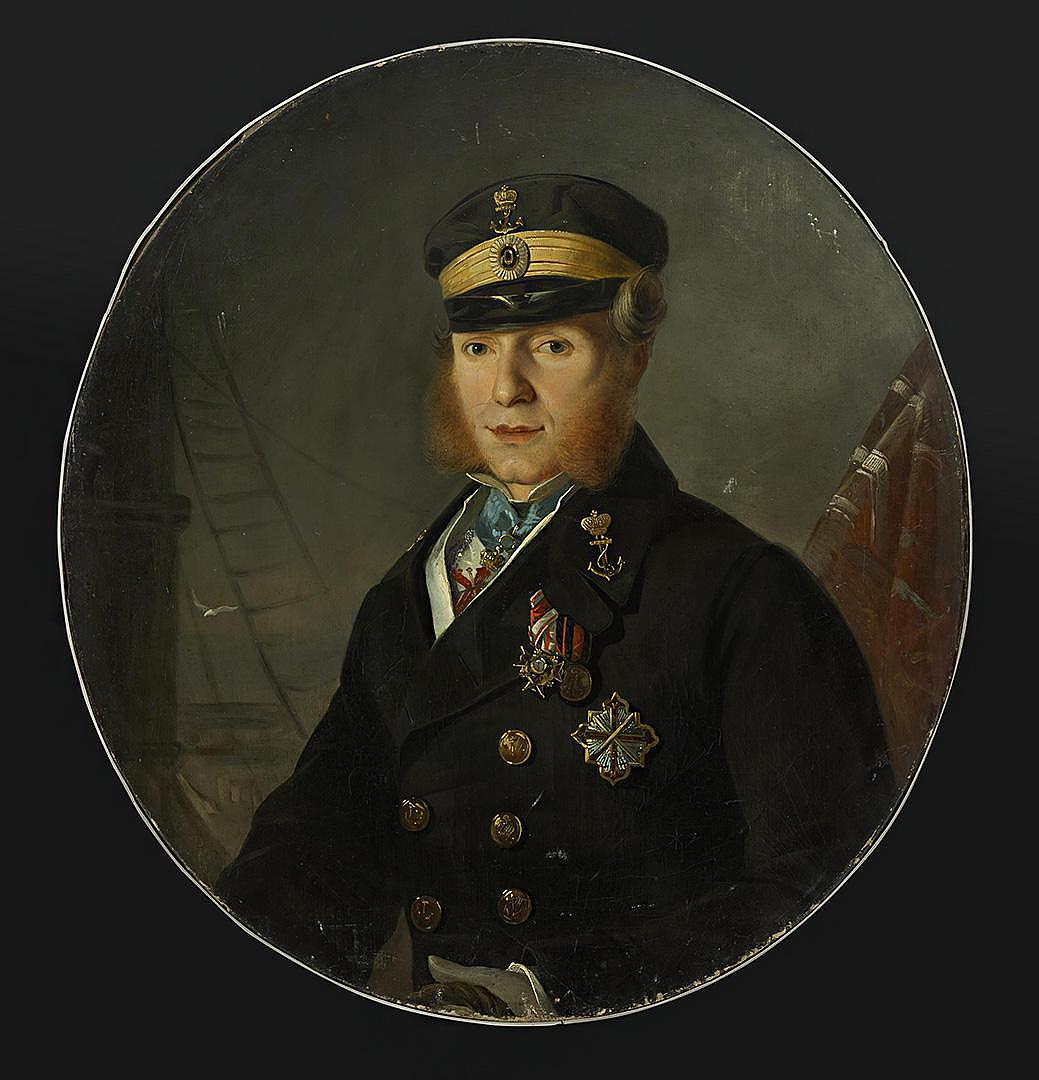
Портрет неизвестного
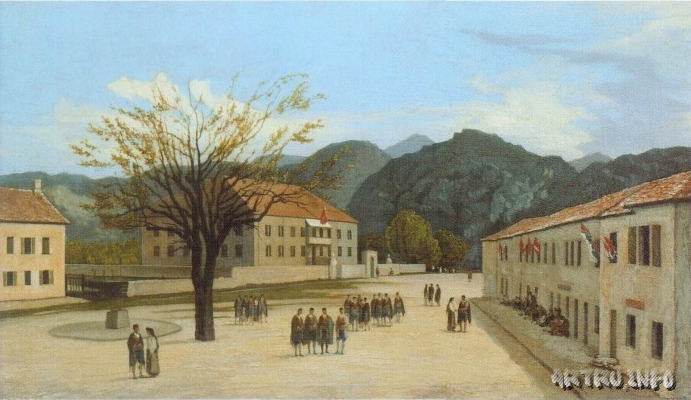
Цетинье
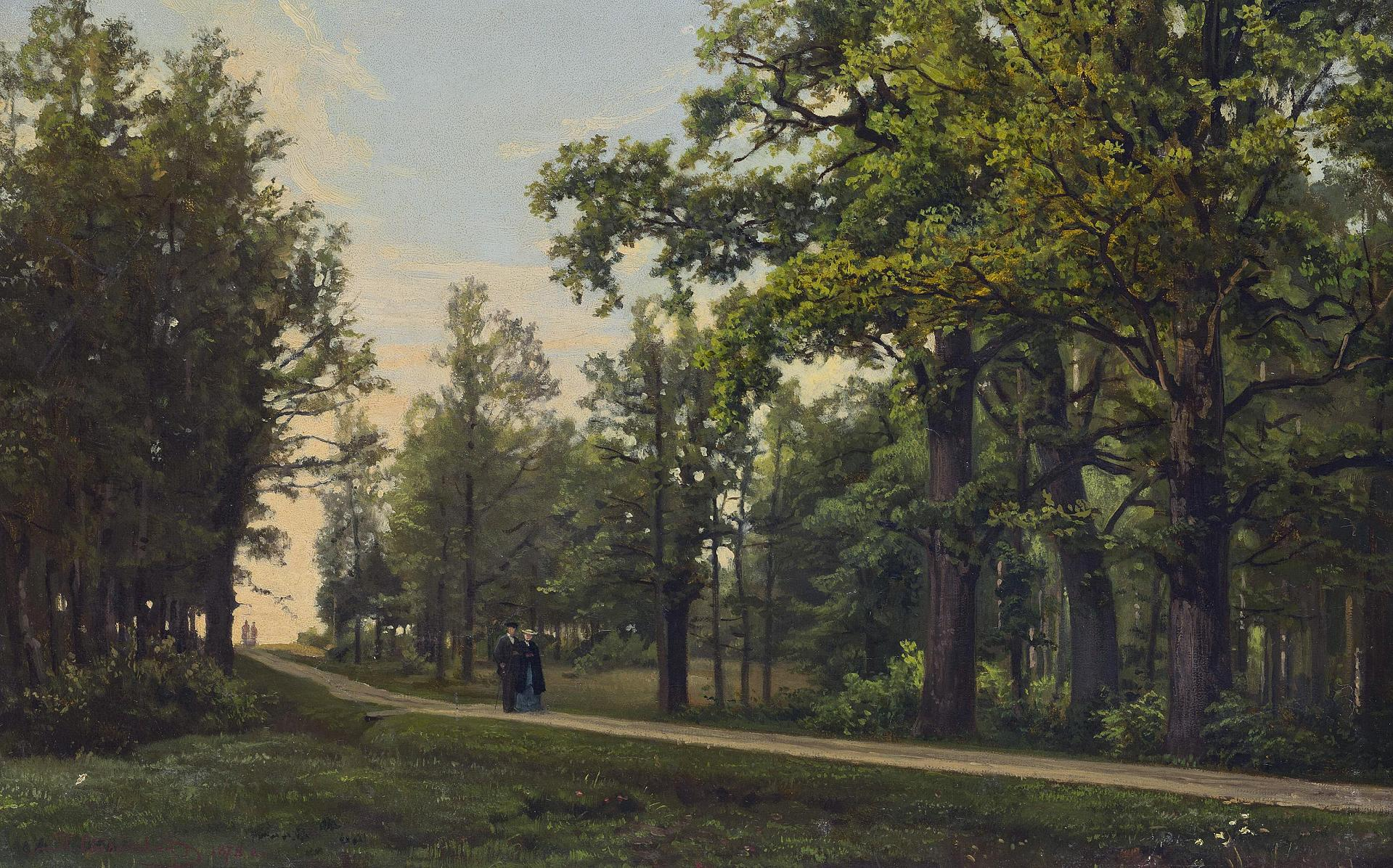
Парк (1878)
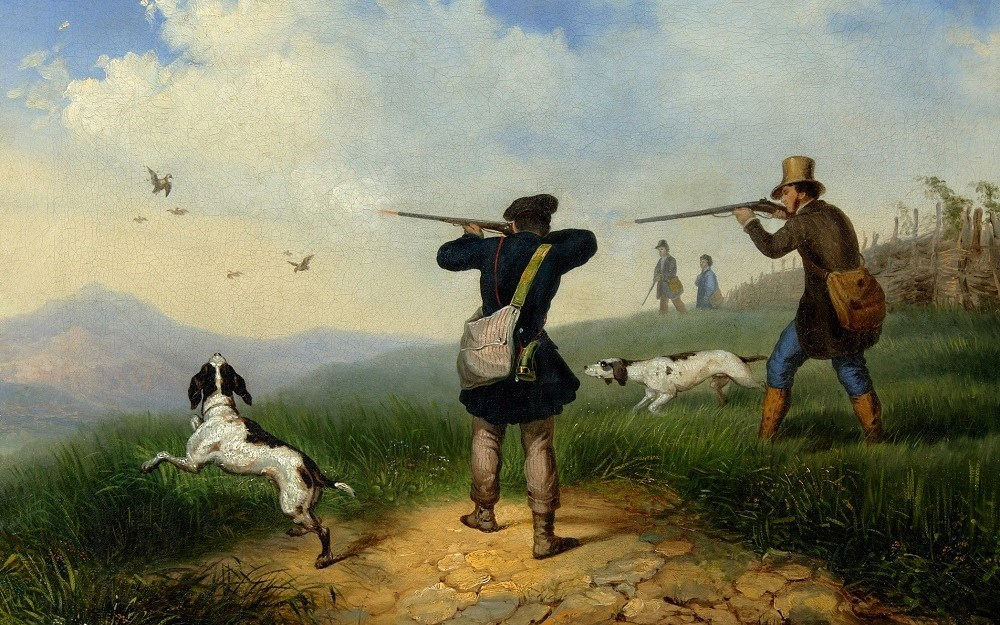
На охоте